# Список трибьютов группе Iron Maiden
Ниже представлен список трибьют-альбомов британской хеви-метал-группе Iron Maiden. Список упорядочен преимущественно по дате выхода.

## Made In Tribute (1998)
Список композиций
1. Aces High (Arch Enemy)
2. 2 Minutes To Midnight (Decameron)
3. Children Of The Damned (Therion)
4. Die With Your Boots On (Armageddon)
5. Wasted Years (Nocturnal Rites)
6. Wrathchild (Sadist)
7. The Trooper (Lord Belial)
8. The Evil That Men Do (Naglfar)
9. 22 Acacia Avenue (Dark Tranquillity)
10. Murders In The Rue Morgue (In Flames)

## A Call to Irons (1998)
A Call to Irons — один из первых трибьютов, выпущенных в честь группы Iron Maiden. В этот сборник включены песни в исполнении групп различных жанров, начиная с пауэр-метал-групп как Steel Prophet и вплоть до экстрим-прогрессив-метал-групп как Opeth.
Список композиций
1. «Ides of March/Purgatory» (Steel Prophet) — 5:27
2. «Powerslave» (Ancient Wisdom) — 5:54
3. «The Trooper» (Vital Remains) — 4:06
4. «Genghis Khan» (Angel Corpse) — 3:27
5. «Hallowed Be Thy Name» (Solitude Aeturnus) — 7:34
6. «Phantom of the Opera» (New Eden) — 6:35
7. «Remember Tomorrow» (Opeth) — 5:01
8. «To Tame a Land» (Morgion) — 10:06
9. «Strange World» (Evoken) — 7:00
10. «Rime of the Ancient Mariner» (Opera IX) — 13:03
11. «Transylvania» (Absu) — 3:42

## A Call to Irons Vol. 2 (1999)
Для второго сборника в серии «Call to Irons» Dwell использовало американские группы, преимущественно жанров прогрессив/хеви/пауэр-метала.
Список композиций
1. «Invaders» (Engrave) 3:15
2. «Gangland» (Steel Prophet) 3:52
3. «Iron Maiden» (From The Depths) 3:37
4. «Total Eclipse» (Terror) 4:19
5. «Wrathchild» (Acheron) 2:51
6. «Revelations» (Possessions) 6:06
7. «Killers» (Ion Vein) 5:18
8. «Where Eagles Dare» (Mystic Force) 6:12
9. «2 Minutes to Midnight» (Deceased) 5:45
10. «Public Enema Number One» (October 31) 3:51
11. «Sea of Madness» (Prototype) 5:52
12. «Children of the Damned» (Diesel MacHine) 4:38
13. «Sanctuary» (Abattoir) 3:10

## Maiden America (1999)
Transilvania 666 — трибьют-альбом, записанный различными американскими группами.
Список композиций
Диск 1:
1. Aces High (Pharaoh)
2. Murders In The Rue Morgue (Omen)
3. Killers (Final Prayer)
4. Remember Tomorrow (Born Of Fire)
5. Powerslave (Twisted Tower Dire)
6. Genghis Khan (Burning Inside)
7. Heaven Can Wait (Dawnbringer)
8. Wrathchild (Equinox)
9. Hallowed Be Thy Name (Edenrot)
10. Invaders (Sadus)
11. Iron Maiden (Sculptured)

Диск 2:
1. Solar Flight (Pharaoh)
2. Holy War (Omen)
3. Lambs To The Slaughter (Final Prayer)
4. Fire and Brimstone (Born Of Fire)
5. When All Is Said And Done (Twisted Tower Dire)
6. Chapters Of Youth (Burning Inside)
7. Beggars & Children (Dawnbringer)
8. Come Forth The Haunting (Equinox)
9. Aries Shield (Edenrot)
10. Mask (Sadus)
11. Almond Beauty (Sculptured)

## 666 — The Number One Beast (1999)
Список композиций
1. Can I Play With Madness (Steve Overland)
2. 2 Minutes To Midnight (Steve Grimmett)
3. Wrathchild (Paul Di’Anno)
4. Hallowed Be Thy Name (Doogie White)
5. Running Free (Paul Di’Anno)
6. The Evil That Men Do (Doogie White)
7. Phantom Of The Opera (Paul Di’Anno)
8. The Number Of The Beast (Steve Grimmett)
9. Iron Maiden (Paul Di’Anno)
10. Run To The Hills (Steve Overland)
11. The Trooper (Gary Barden)

## Children Of The Damned (1999)
Список композиций
Диск 1:
1. 22, Acacia Avenue (Delusion)
2. Flight Of Icarus (Aska)
3. The Prisoner (Mesmerize)
4. Flash Of The Blade (Seasons Of The Wolf)
5. Killers (Gooseflesh)
6. The Trooper (Diphtheria)
7. Wrathchild (Cessation Of Life)
8. Can I Play With Madness (Moksha)
9. Bring Your Daughter To The Slaughter (Realm)
10. Where Eagles Dare (Night Conquers Day)
11. Phantom Of The Opera (Last Disciple)
12. Futureal (Innocent Exile)

Диск 2:
1. Feel This Way (Delusion)
2. The Stalker (Aska)
3. The Werewolf (Mesmerize)
4. October Moon (Seasons Of The Wolf)
5. Suffer Age (Gooseflesh)
6. Living To Die (Diphtheria)
7. Synthetic Suicide (Cessation Of Life)
8. Chasing My Life (Mokhsa)
9. Realm (Realm)
10. The Perseverance Of Ignorance (Night Conquers Day)
11. World Turns (Last Disciple)
12. Strange World (Innocent Exile)

## Transilvania 666 (1999)
Transilvania 666 — трибьют-альбом, записанный различными испанскими группами.
Список композиций
Диск 1:
1. «Run to the Hills» (Avalanch)
2. «Flight of Icarus» (Tierra Santa)
3. «Charlotte the Harlot» (Lujuria)
4. «The Evil That Men Do» (Azrael)
5. «Wasted Years» (Skunk D.F)
6. «Wrathchild» (Grass)
7. «Fear of the Dark» (Demonios)
8. «Revelations» (Twilight)

Диск 2:
1. «Strange World» (Mägo de Oz)
2. «The Trooper» (Easy Rider)
3. «Phantom of the Opera» (Ankhara)
4. «Powerslave» (Piramid)
5. «Running Free» (Tea)
6. «Holy Smoke» (Aerobitch)
7. «Moonchild» (Sentinel)
8. «Children of the Damned» (Dracon)

## Slave to the Power (2000)
Список композиций
Диск 1:
1. «Another Life» (Solace) 4:34
2. «Children of the Damned» (Sebastian Bach) 4:36
3. «Remember Tomorrow» (Crowbar) 7:00
4. «Wrathchild» (Archie Bunker, John Perez) 3:28
5. «Powerslave» (Dofka) 7:22
6. «Moonchild» (Shallow) 4:38
7. «Total Eclipse» (Warhorse) 6:08
8. «Flight of Icarus» (Ian Perry, Kamelot) 4:10
9. «The Trooper» (Holy Mother) 4:13
10. «Aces High» (Electric Frankenstein) 4:43
11. «Purgatory (Wardog)» 3:21
12. «The Evil That Men Do» (Conquest) 6:07
13. «Alexander the Great» (Eleventh Hour) 8:21

Диск 2:
1. «Running Free» (Iron Savior) 3:12
2. «The Number of the Beast» (Tchort) 5:33
3. «Stranger in a Strange Land» (Error Seven) 5:31
4. «Invaders» (Rotors To Rust) 3:47
5. "Murders in the Rue Morgue " (Cosmosquad и Рэй Альдер) 4:32
6. «The Trooper» (Hoyry-Kone) 3:55
7. «Wasted Years» (Fates Prophecy) 5:04
8. «Innocent Exile» (Eternal Elysium) 4:49
9. «Revelations» (Pharaoh) 6:50
10. «The Prisoner» (Las Cruces) 6:13
11. "Where Eagles Dare " (The Quill) 6:21
12. «The Prophecy» (Solstice) 5:34
13. «Run to the Hills» (Джон Уэст и Крис Кэффери) 3:56

## 666 — The Number One Beast — Volume 2 / The Final Chapter (2000)
Список композиций
1. Bring Your Daughter To The Slaughter (Doogie White)
2. Murders In The Rue Morgue (Paul Di’Anno)
3. Aces High (Steve Grimmett)
4. Flight Of Icarus (Steve Overland)
5. Wasted Years (Steve Grimmett)
6. Remember Tomorrow (Paul Di’Anno)
7. The Clairvoyant (Doogie White)
8. The Prisoner (Steve Overland)
9. Sanctuary (Paul Di’Anno)
10. Powerslave (Steve Grimmett)
11. Killers (Paul Di’Anno)
12. Fear Of The Dark (Bernie Shaw)

## Made In Scandinavia (2000)
Список композиций
1. Can I Play With Madness (Supersilent)
2. No Prayer For The Dying (Ofring)
3. The Trooper (Frozen Sun)
4. Seventh Son Of A Seventh Son (Infernal Torment)
5. Hallowed Be Thy Name (Powerage)
6. The Number Of The Beast (Loudmess)
7. Purgatory (Withering Surface)
8. Charlotte The Harlot (Slip Into Silk)
9. Stranger In A Strange Land (Roadkill)
10. The Fugitive (Headquake)

## A Tribute to the Beast (2002)
Список композиций
1. «The Ides of March / Purgatory» (Steel Prophet)
2. «Aces High» (Children of Bodom)
3. «The Trooper» (Rage)
4. «Hallowed Be Thy Name» (Cradle of Filth)
5. «Running Free» (Grave Digger)
6. «Prowler» (Burden of Grief)
7. «Die With Your Boots On» (Sonata Arctica)
8. «Children of the Damned» (Therion)
9. «Transylvania» (Iced Earth)
10. «Remember Tomorrow» (Opeth)
11. «The Number of the Beast» (Sinergy)
12. «Stranger in a Strange Land» (Disbelief)
13. «Flight of Icarus» (Tierra Santa)
14. «22 Acacia Avenue» (Dark Tranquillity)
15. «Wrathchild» (Six Feet Under)
16. «Powerslave» (Darkane)

## Somewhere In Hungary (2002)
Список композиций
1. Powerslave (Iron Maidnem)
2. 2 Minutes To Midnight (Fahrenheit)
3. Flash Of The Blade (Stonehenge)
4. The Trooper (Demonlord)
5. To Tame A Land (Nemesis)
6. The Clairvoyant (Obstruction)
7. Aces High (Nottingham)
8. Prowler (Stainless Steel)
9. The Evil That Men Do (Perfect Symmetry)
10. Wasted Years (Da Capo)
11. The Number Of The Beast (Rudán Joe & Iron Maidnem)
12. Hallowed Be Thy Name (Iron Maidnem)

## A Tribute to the Beast, Vol. 2 (2003)
Список композиций
1. «Killers» (Destruction)
2. «The Trooper» (Sentenced)
3. «2 Minutes To Midnight» (Primal Fear)
4. «Wasted Years» (Thunderstone)
5. «Wrathchild» (Stuck Mojo & Девин Таунсенд)
6. «Remember Tomorrow» (Anthrax)
7. «Iron Maiden» (Tankard)
8. «Moonchild» (Necrophobic)
9. «Strange World» (Mägo De Oz)
10. «Deja Vu» (Wolf)
11. «Sanctuary» (Mystic Prophecy)
12. «Fear of the Dark» (Graveworm)
13. «Revelations» (live) (Therion)
14. «Hallowed Be Thy Name» (Iced Earth)
15. «Children of the Damned» (Себастьян Бах)
16. «Run to the Hills» (Джон Уэст и Крис Кэффери)
17. «Murders in the Rue Morgue» (Cosmosquad и Рэй Альдер)
18. «Flight of Icarus» (Ян Перри & Kamelot)
19. «Another Life» (Solace)
20. «Alexander The Great» (Eleventh Hour)
21. «Purgatory» (Wardog)
22. «Running Free» (Iron Savior)

## Powerslaves An Elektro Tribute To Iron Maiden (2004)
Список композиций
Винил:
Сторона A
1. Wrathchild (Acid Junkies)
2. Mother Russia (Luke Eargoggle)

Сторона B
1. Killers (Rude 66)
2. Run To The Hills (Legowelt)

CD:
1. Fear Of The Dark (Alek Stark & The Replicant)
2. Wrathchild (Acid Junkies)
3. Purgatory (Macondo)
4. Aces High (Imatran Voima)
5. Flash Of The Blade (Captain Ahab)
6. Running Free (Kitbuilders)
7. Wasted Years (Ra-X)
8. Run To The Hills (Legowelt)
9. Die With Your Boots On (Maxx Klaxon)
10. Mother Russia (Luke Eargoggle)
11. The Trooper (Mr Velcro Fastener)
12. Killers (Rude 66)
13. Number Of The Beast (Hidari/Plastgumer)
14. Powerslave (Pat Benedict Orchestra)

## Food for Thought (2005)
Food for thought — трибьют-альбом группе Iron Maiden, на котором представлен несколько иной взгляд на музыку группы. Трибьют вышел в июле 2005 года после того, как шведы Хенрик Йоханссон и Маттиас Рейнхолдссон около двух лет работали над ним. Для данного альбома большую часть материала написали Йоханссон и Рейнхолдссон, сделав версии песен группы Iron Maiden в других жанрах при участии знакомых музыкантов. Целью данного трибута было создать такое звучание, как если бы несколько групп самых разных направлений сделали каверы на песни Iron Maiden.
Список композиций
1. «Be Quick or Be Dead»
2. «Twilight Zone»
3. «22 Acacia Avenue» (feat. Габриэла Кулка)
4. «The Angel and the Gambler»
5. «The Mercenary»
6. «The Trooper» (с участием ЛГ Петрова из Entombed)
7. «Fortunes of War»
8. «Blood on the World’s Hands»
9. «Stranger in a Strange Land»
10. «Flash of the Blade»
11. «Wildest Dreams»
12. «Futureal»
13. «The Nomad»
14. «Sanctuary» (с участием Бьорна Флодквиста, Enter the Hunt, ex. Candlemass)
15. «Innocent Exile»
16. «Public Enema Number One»
17. «Heaven Can Wait»
18. «Burning Ambition» (с участием Бо Линдберг из Hoven Droven)
19. «Seventh Son of a Seventh Son»

## Numbers from the Beast (2005)
Numbers from the Beast — трибьют-альбом группе Iron Maiden, выпущенный в 2005 году в честь 25-летия выхода дебютного альбома Iron Maiden. Песни исполнены довольно известными музыкантами в жанре хеви-метал. Обложка была создана Дерек Риггс, создатель талисмана группы Эдди. Третий трек исполнил бывший вокалист Iron Maiden Пол Ди’Анно, спевший оригинальную версию этой песни. Здесь использован «звездный» состав после выпуска лейблом Roadrunner Records диска «Roadrunner United» со схожим составом.
Список композиций
1. «Run to the Hills»
  - Робин МакОли (M.S.G) — вокал
  - Михаэль Шенкер (M.S.G, UFO, Scorpions) — ведущая гитара
  - Пит Флетчер — ритм-гитара
  - Тони Франклин (The Firm, Blue Murder) — бас-гитара
  - Брайан Тичи (Билли Айдол) — ударные
2. «Wasted Years»
  - Ди Снайдер (Twisted Sister) — вокал
  - Джордж Линч (Dokken) — ведущая гитара
  - Боб Кулик (Kiss) — ритм-гитара
  - Джефф Пилсон (Dokken, Dio) — бас-гитара
  - Джейсон Бонэм (Bonham, Foreigner) — ударные
3. «Wrathchild»
  - Пол Ди’Анно (Iron Maiden) — вокал
  - Алекс Сколник (Testament) — ведущая гитара
  - Крис Трейнор (Orange 9mm, Helmet) — ритм-гитара
  - Фрэнк Белло (Anthrax) — бас-гитара
  - Джон Темпеста (Exodus, Testament, White Zombie) — ударные
4. «Flight of Icarus»
  - Тим «Потрошитель» Оуэнс (Judas Priest, Iced Earth) — вокал
  - Дуг Олдрич (Whitesnake, Dio) — гитара
  - Джимми Бэйн (Rainbow, Dio) — бас-игтара
  - Саймон Райт (AC/DC, Dio) — ударные
5. «Fear of the Dark»
  - Чак Билли (Testament) — вокал
  - Крейг Голди (Dio) — гитара
  - Рикки Филлипс (Styx, Bad English) — бас-гитара
  - Микки Ди (Motörhead, King Diamond) — ударные
6. «The Trooper»
  - Ян «Лемми» Килмистер (Motörhead) — вокал
  - Фил Кэмпбелл (Motörhead, Persian Risk) — гитара
  - Рокки Джордж (Suicidal Tendencies, Cro-Mags) — гитара
  - Чак Райт (Quiet Riot) — бас-гитара
  - Крис Слэйд (Asia, AC/DC) — ударные
7. «Aces High»
  - Джефф Скотт Сото (Ингви Мальмстин) — вокал
  - Нуну Беттанкур (Extreme) — гитара
  - Билли Шихэн (Mr. Big, Niacin) — бас-гитара
  - Винни Апписи (Black Sabbath, Dio) — ударные
8. «2 Minutes to Midnight»
  - Джо Линн Тёрнер(Rainbow, Ингви Мальмстин, Deep Purple) — вокал
  - Ричи Котцен (Poison, Mr. Big)- гитара
  - Боб Кулик (Kiss) — ритм-гитара
  - Tony Franklin — бас-гитара
  - Крис Слэйд — ударные
9. «Can I Play with Madness»
  - Марк Слотер (Slaughter) — вокал
  - Брюс Кулик (Kiss) — гитара
  - Марко Мендоса (Whitesnake, Thin Lizzy) — бас-гитара
  - Эйнсли Данбар (Фрэнк Заппа, Journey) — ударные
10. «The Evil That Men Do»
  - Крис Джерико (Суперзвезда WWE, Fozzy) — вокал
  - Пол Гилберт (Racer X, Mr. Big) — гитара
  - Боб Кулик (Kiss) — ритм-гитара
  - Майк Айнез (Alice in Chains) — бас-гитара
  - Брент Фиц — ударные
11. «The Wicker Man»
  - Джон Буш (Armored Saint, Anthrax) — вокал
  - Джефф Данкан (Armored Saint) — ведущая гитара
  - Скотт Ян (Anthrax) — гитара
  - Роб «Бласко» Николсон (Оззи Осборн) — бас-гитара
  - Бен Грейвс (Murderdolls) — ударные
  - Джейсон Си Миллер (Godhead) — бэк-вокал

## Maiden Heaven (2008)
Maiden Heaven — трибьют-альбом британской хеви-метал-группе Iron Maiden, вышедший 16 июля 2008 года как подарок к выпуску 1219 журнала Kerrang!. на веб-сайте самого журнала диск описывается как "наш трибьют группе Iron Maiden, содержащий эксклюзивные каверы от групп Metallica, Avenged Sevenfold, Coheed & Cambria, Trivium, Machine Head и Dream Theater' .
С 14 по 26 мая Kerrang! проводил конкурс на лучшую обложку для своего трибьюта. Конкурсанты должны были описать концепт любым способом и при помощи любого инструмента. Победитель получает годовую подписку на Kerrang! и его работа будет использована в качестве обложки трибьюта.
18 июня был объявлен победитель. Им стал Фелипе Франко (исп.  Felipe Franco) из Боготы, Колумбия, а его работа, на которой (Эдди представлен в виде ангела, сгорающего в пламени на фоне пепла) была опубликована на веб-сайте Kerrang!.
Список композиций
1. «Prowler» (Black Tide) — 3:53
2. «Remember Tomorrow» (Metallica) — 5:46
3. «Flash of the Blade» (Avenged Sevenfold) — 4:00
4. «2 Minutes to Midnight» (Glamour of the Kill) — 5:38
5. «The Trooper» (Coheed and Cambria) — 4:22
6. «Wasted Years» (DevilDriver) — 5:00
7. «Run to the Hills» (Sign) — 5:07
8. «To Tame a Land» (Dream Theater) — 7:16
9. «Caught Somewhere in Time» (Madina Lake) — 4:02
10. «Wrathchild» (Gallows) — 2:40
11. «Fear of the Dark» (Fightstar) — 7:13
12. «Hallowed Be Thy Name» (Machine Head) — 7:26
13. «Iron Maiden» (Trivium) — 3:42
14. «Running Free» (Year Long Disaster) — 3:14
15. «Brave New World» (Ghostlines) — 4:35

## The Golden Beast (2008)
Список композиций
1. «Wasted Years» (Sigma)
2. «Infinite Dreams» (Entropia)
3. «The Evil That Men Do» (Legend Maker)
4. «The Wicker Man» (Perpetual)
5. «Aces High» (Noizart)
6. «Be Quick or Be Dead» (Introspeccion)
7. «Can I Play With Madness» (Terra Sur)
8. «Flight of Icarus» (Akash)